# Жіночий презерватив

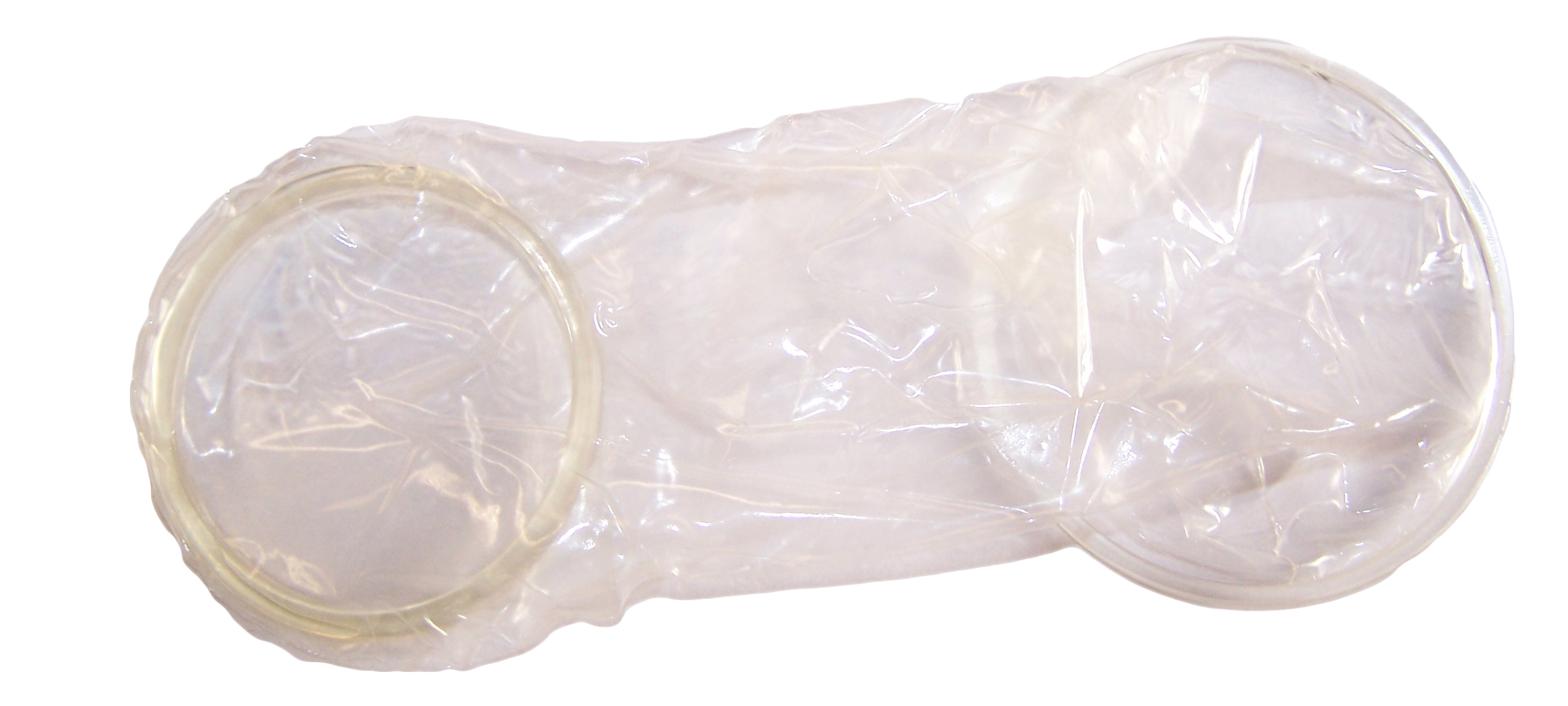
Жіночий презерватив

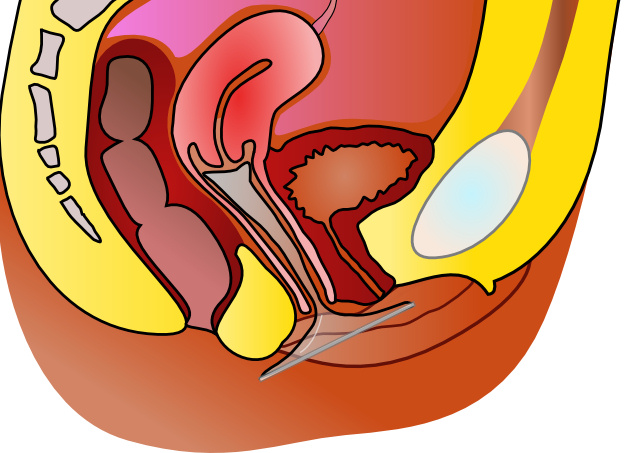
Схематичне зображення фемідому в вагіні

Жіночий презерватив (фемідом, від англ. female + condom) це контрацептив, що являє собою трубку з поліуретану або подібного еластичного матеріалу, яка вставляється у вагіну. Має діаметр близько 8 см і довжину близько 18 см з жорсткішими кільцями на обох кінцях презерватива, одне з яких вводиться у вагіну подібно до діафрагми, а друге залишається ззовні.
Фемідом існує з 1990 року. Це єдиний засіб контрацепції для жінки, який одночасно захищає від захворювань, що передаються статевим шляхом, зокрема від ВІЛ-інфекції.
З недавнього часу випускаються і латексні варіанти фемідому.

## Надійність
Через відсутність даних не можна однозначно сказати, наскільки добре фемідом може захистити від вагітності. Для моделі з поліуретану індекс Перля заданий від 5 до 25, що приблизно відповідає звичайному презервативу.

## Переваги
- Використання жіночого презерватива не залежить від того, наскільки ерегований пеніс.
- Його можна залишати у вагіні протягом 10 годин, на відміну від чоловічого презерватива, який слід знімати відразу ж після статевого акту.
- При правильному використанні надійно оберігає від небажаної вагітності і ЗПСШ.
- Зовнішній кінець прикриває значну частину зовнішніх статевих органів, що надає додаткову безпеку.
- Користування нескладне, хоча вимагає деякого тренування.
- Немає протипоказань до застосування.
- Може бути використаний людьми, що мають алергію на латекс, оскільки виготовляється також з поліуретану.

## Недоліки
- Висока ціна і мала поширеність.
- Внутрішнє кільце фемідому може подразнювати вагіну або голівку пеніса.
- Згідно з проведеними в США дослідженнями, у 48 % жінок використання фемідому викликало неприємні відчуття і навіть біль.
- У 30 % жінок використання фемідому викликає подразнення, свербіж і печіння.
- Неестетичний і трудомісткий процес введення (проблеми можуть викликати довгі нігті і відсутність досвіду у використанні інтравагінальних методів контрацепції).
- Презервативи з нітрилових полімерів при діставанні з упаковки мають досить різкий запах. Однак він не стійкий і швидко зникає. Також запах, можливо, мають і презервативи, зроблені з інших полімерів.
- Неестетичний вигляд зовнішнього обідка.

## Користування
Велике (відкрите) кільце знаходиться зовні, біля вагінального отвору, кільце на сліпому кінці трубки вводиться в стиснутому стані у вагіну, щоб розташуватися прямо перед шийкою матки. Після статевого акту презерватив слід вийняти. Використовувати одночасно жіночий і чоловічий презервативи не допускається, оскільки це може призвести до їх зісковзування або пошкодження.

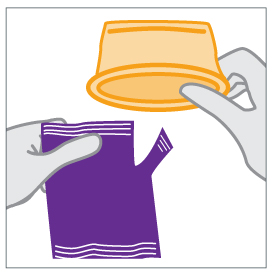
Обережно відкрийте та вийміть презерватив з упаковки, щоб запобігти його надриванню.
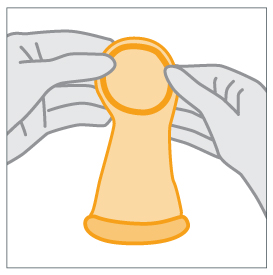
Товсте, внутрішнє кільце з закритим кінцем помістіть у вагіну та зафіксуйте. Тонке зовнішнє кільце залишається зовні, прикриваючи вхід у вагіну.
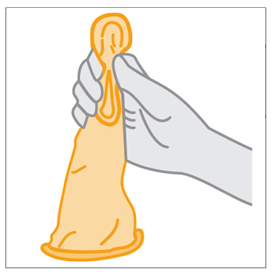
Знайдіть комфортну позицію. Великим та вказівним пальцями стисніть сторони внутрішнього кільця докупи та введіть у вагіну (аналогічно до уведення тампона).
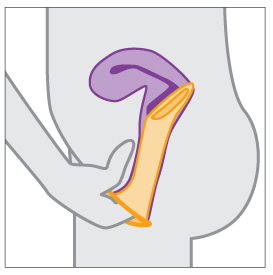
Пальцем проштовхніть внутрішнє кільце як можна далі, поки воно не зупиниться перед шийкою матки. Презерватив розшириться і Ви можете перестати його відчувати.
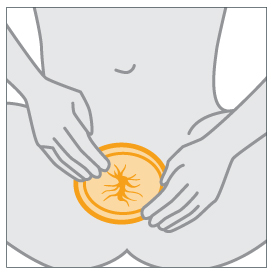
Переконайтесь, що презерватив не перекрутився. Тонке зовнішнє кільце має залишатись ззовні вагіни.
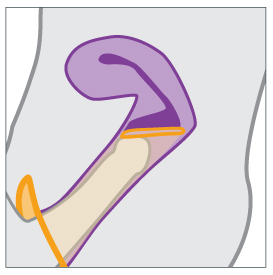
Уведіть пеніс партнера в отвір фемідому. Припиніть статевий акт, якщо відчуєте, що пеніс потрапив між презервативом та вагінальними стінками чи якщо зовнішнє кільце потрапило всередину вагіни.
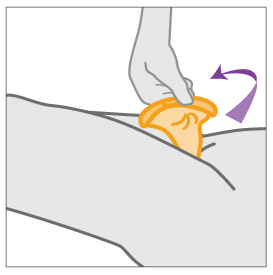
Щоб вийняти, акуратно скрутіть зовнішнє кільце та витягніть фемідом з вагіни.
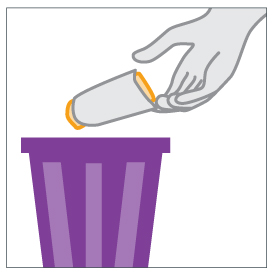
Викиньте фемідом у сміття після використання. Не використовувати повторно.